# St James Park
St James Park – stadion piłkarski w mieście Exeter, w Anglii. Mecze domowe na tym obiekcie rozgrywa zespół Exeter City F.C.